# Episodi di The Gilded Age (prima stagione)
La prima stagione della serie televisiva The Gilded Age, composta da nove episodi, è stata trasmessa sul canale statunitense via cavo HBO dal 24 gennaio al 21 marzo 2022.
In Italia la stagione è andata in onda su Sky Serie dal 21 marzo al 18 aprile 2022.
| nº | Titolo originale           | Titolo italiano              | Prima TV USA     | Prima TV Italia |
| -- | -------------------------- | ---------------------------- | ---------------- | --------------- |
| 1  | Never the New              | Il nuovo, mai                | 24 gennaio 2022  | 21 marzo 2022   |
| 2  | Money Isn't Everything     | Il denaro non è tutto        | 31 gennaio 2022  | 28 marzo 2022   |
| 3  | Face the Music             | Conseguenze                  | 7 febbraio 2022  | 28 marzo 2022   |
| 4  | A Long Ladder              | Una lunga scala              | 14 febbraio 2022 | 4 aprile 2022   |
| 5  | Charity Has Two Functions  | La carità ha due funzioni    | 21 febbraio 2022 | 4 aprile 2022   |
| 6  | Heads Have Rolled for Less | Sono rotolate teste per meno | 28 febbraio 2022 | 11 aprile 2022  |
| 7  | Irresistible Change        | Un cambiamento irresistibile | 7 marzo 2022     | 11 aprile 2022  |
| 8  | Tucked Up in Newport       | Fuga a Newport               | 14 marzo 2022    | 18 aprile 2022  |
| 9  | Let the Tournament Begin   | Che il torneo abbia inizio   | 21 marzo 2022    | 18 aprile 2022  |

## Il nuovo, mai
- Titolo originale: Never the New
- Diretto da: Michael Engler
- Scritto da: Julian Fellowes

### Trama
L’avvocato Tom Raikes dice a Marian Brook, appena orfana, che suo padre spendaccione di Doylestown, in Pennsylvania, le ha lasciato solo 30$, nonostante il suo stile di vita sontuoso. Così chiede aiuto alle sue vecchie zie Agnes van Rhijn e Ada Brook. La invitano a trasferirsi a New York, dove le zie vivono in una casa tra la 61ª e la Fifth Avenue ai margini di Central Park nell'Upper East Side. La borsa, il biglietto e il denaro di Marian vengono rubati alla stazione ferroviaria di Doylestown. Peggy Scott, una donna afroamericana, che sta viaggiando per vedere i suoi genitori a Brooklyn, le fornisce i fondi per un nuovo biglietto. Dopo il viaggio in treno, però, una tempesta impedisce a Peggy di prendere il traghetto attraverso l'East River per vedere i suoi genitori e Marian la invita a stare temporaneamente con le sue zie. Peggy si ingrazia Agnes con le sue capacità di calligrafia e segretaria e le viene offerto un lavoro temporaneo. Peggy ha frequentato l'Institute for Coloured Youth a Filadelfia, dove le zie erano state mecenati. Agnes, che ha ereditato la casa di New York dopo un matrimonio infelice, dice a Marian che viene da Livingston Manor ed è cresciuta alla “vecchia maniera” dei riguardi dei soldi e le consiglia di frequentare solo persone, specialmente i vecchi, con soldi e la avvisa, inoltre, di non socializzare con la famiglia Russell che si è appena trasferita nella casa di fronte alla loro, progettata dall’architetto Stanford White.
- Durata: 81 minuti
- Guest star: Audra McDonald (Dorothy Scott), Jeanne Tripplehorn (Sylvia Chamberlain), Ben Ahlers (Jack Treacher), Ashlie Atkinson (Marion Fish), Michael Cerveris (Watson Collyer), Kelley Curran (Turner), Claybourne Elder (John Adams), Katie Finneran (Anne Morris), Amy Forsyth (Caroline Astor), Celia Keenan-Bolger (Signora Bruce), Debra Monk (Armstrong), Donna Murphy (Caroline Schermerhorn Astor), Kristine Nielsen (Signora Bauer), Kelli O'Hara (Aurora Fane), Patrick Page (Richard Clay), Ron Raines (John Thorburn), Taylor Richardson (Bridget), John Sanders (Stanford White), Douglas Sills (Monsieur Baudin), Zuzanna Szadkowski (Mabel Ainsley).
- Ascolti USA: telespettatori 463.000 – rating 18-49 anni 0,03%[3]

## Il denaro non è tutto
- Titolo originale: Money Isn't Everything
- Diretto da: Michael Engler
- Scritto da: Julian Fellowes

### Trama
L'avvocato di Marian di Doylestown, Tom Raikes, si trasferisce a New York City. Inizia un nuovo lavoro e chiarisce che è sentimentalmente interessato a Marian. Peggy è un'aspirante scrittrice e invia lettere di richiesta a potenziali editori, ma non ha ancora ricevuto risposta. Peggy si consulta con Tom su una questione legale, che non rivelerà i dettagli a Marian. Nel frattempo, Bertha tenta di far parte del prossimo bazar di beneficenza della signora Morris e della signora Fane offrendo la sua sala da ballo come luogo di ritrovo. Invece l'evento si tiene in un albergo a caro prezzo, così che Bertha venga snobbata. Infuriata, lei e George vanno al bazar e comprano tutto, chiudendo di fatto l'evento. Per quanto riguarda gli affari, George fa un piano con l'assessore Morris, in cui Morris e altri consiglieri acquisteranno le azioni della società di George con dei prestiti; approvano una legge che consentirà a George di costruire una nuova stazione ferroviaria in città, così che tutti faranno di conseguenza una grossa somma di denaro.
- Durata: 46 minuti
- Guest star: Jeanne Tripplehorn (Sylvia Chamberlain), Ben Ahlers (Jack Treacher), Kelley Curran (Turner), Katie Finneran (Anne Morris), Amy Forsyth (Caroline Astor), Michel Gill (Patrick Morris), Celia Keenan-Bolger (Signora Bruce), Debra Monk (Armstrong), Donna Murphy (Caroline Schermerhorn Astor), Kristine Nielsen (Signora Bauer), Kelli O'Hara (Aurora Fane), Taylor Richardson (Bridget), Douglas Sills (Monsieur Baudin).
- Ascolti USA: telespettatori 598.000 – rating 18-49 anni 0,04%[4]

## Conseguenze
- Titolo originale: Face the Music
- Diretto da: Salli Richardson-Whitfield
- Scritto da: Julian Fellowes

### Trama
George scopre che la legge non passerà e si rende conto che gli assessori stanno manipolando la situazione a loro vantaggio. Per rappresaglia, George riacquista quante più azioni possibili della società, portando gli assessori alla povertà. A Peggy viene offerta la possibilità di essere pubblicata dal "The Christian Advocate", ma le viene chiesto di cambiare la protagonista nera in una bambina bianca per non alienarsi i lettori degli stati del sud e di non rivelare mai di essere lei l'autrice. Di conseguenza, rifiuta l'offerta. Oscar intende corteggiare Gladys Russell, con grande dispiacere del suo amante, John Adams. Ada viene avvicinata da Cornelius Eckhard, un uomo che una volta le aveva proposto di sposarlo ma era stato respinto dal padre di Ada. Agnes rivela a Eckhard che sa che voleva sposare Ada solo per interessi economici. Quando scopre che Ada non ha soldi propri, smette di corteggiarla. Tom propone il matrimonio a Marian, la quale non gli dà una risposta definitiva perché sa che la zia Agnes non approverebbe. Gli assessori pregano George di smettere di gonfiare il prezzo delle azioni della sua azienda, ma si rifiuta di mostrare pietà. Di fronte alla completa rovina, l'assessore Morris si suicida.
- Durata: 56 minuti
- Guest star: Ben Ahlers (Jack Treacher), Brooke Bloom (Signorina Grant), Michael Cerveris (Watson Collyer), Michael Countryman (Carlton), Kelley Curran (Turner), Claybourne Elder (John Adams), Linda Emond (Clara Barton), Katie Finneran (Anne Morris), Michel Gill (Patrick Morris), Ward Horton (Charles Fane), Bill Irwin (Cornelius Eckhard), Celia Keenan-Bolger (Signora Bruce), Debra Monk (Armstrong), Donna Murphy (Caroline Schermerhorn Astor), Kristine Nielsen (Signora Bauer), Kelli O'Hara (Aurora Fane), Patrick Page (Richard Clay), Taylor Richardson (Bridget), Zuzanna Szadkowski (Mabel Ainsley), John Douglas Thompson (Arthur Scott).
- Ascolti USA: telespettatori 542.000 – rating 18-49 anni 0,06%[5]

## Una lunga scala
- Titolo originale: A Long Ladder
- Diretto da: Salli Richardson-Whitfield
- Scritto da: Julian Fellowes

### Trama
Charles Fane dice a sua moglie, Aurora, che possono recuperare i soldi persi nella perdita delle azioni Russell. Tuttavia, parte dell'accordo è che Aurora deve aiutare a portare Bertha nella cerchia sociale del vecchio denaro. Peggy riceve interesse per la sua storia dal settimanale New York Globe. L'editore, Timothy Thomas Fortune, offre il suo lavoro e Peggy è entusiasta. Il cane di Ada fugge, viene trovato da Gladys e restituito. La vedova Mrs. Chamberlain tenta di fare amicizia con Marian. Tuttavia, Mrs. Chamberlain è vittima dalle voci secondo cui era l'amante del suo defunto marito prima che la sua prima moglie morisse e che suo figlio fosse nato fuori dal matrimonio. La signorina Turner si offre di essere l'amante di George, il quale la rifiuta, ma non la licenzia. Bridget confessa in lacrime ad Armstrong di essere stata abusata sessualmente da suo padre. Peggy fa visita ai suoi genitori, che sono vestiti da borghesi. Marian fa un salto e rivela imbarazzata di aver portato scarpe usate, pensando che la famiglia di Peggy fosse povera perché sono neri. Peggy dice con rabbia a Marian che non sono amiche perché vivono in due mondi separati. Aurora fa in modo che Bertha partecipi a un concerto di beneficenza per la Croce Rossa. Marian e Tom si incontrano al concerto. La giovane insiste sul fatto che Tom debba tentare di conquistare le sue zie prima che accetti la sua proposta. Thomas è d'accordo, ma Marian non è sicura del futuro.
- Durata: 57 minuti
- Guest star: Audra McDonald (Dorothy Scott), Jeanne Tripplehorn (Sylvia Chamberlain), Ben Ahlers (Jack Treacher), Brooke Bloom (Signorina Grant), Michael Cerveris (Watson Collyer), Kelley Curran (Turner), Katie Finneran (Anne Morris), Rebecca Haden (Flora McNeil), Ward Horton (Charles Fane), Lisa Howard (Signora Henry Schermerhorn), Sullivan Jones (Timothy Thomas Fortune), Celia Keenan-Bolger (Signora Bruce), Michael Luwoye (George Parker), Debra Monk (Armstrong), Kristine Nielsen (Signora Bauer), Kelli O'Hara (Aurora Fane), Patrick Page (Richard Clay), Taylor Richardson (Bridget), John Sanders (Stanford White), Douglas Sills (Monsieur Baudin), John Douglas Thompson (Arthur Scott), Erin Wilhelmi (Adelheid).
- Ascolti USA: telespettatori 604.000 – rating 18-49 anni 0,05%[6]

## La carità ha due funzioni
- Titolo originale: Charity Has Two Functions
- Diretto da: Salli Richardson-Whitfield
- Scritto da: Julian Fellowes

### Trama
George convince Bertha a invitare a cena l'ultimo interesse amoroso di Gladys, Archie Baldwin. Peggy non ha perdonato ancora Marian. La signora Armstrong fa visita alla madre invalida in un piccolo appartamento. Bertha si rivolge a Ward McAllister per essere aiutata nella scalata della scala sociale. Aurora, Bertha, Marian e Tom si recano a Dansville per incontrare la signorina Barton inaugurare una divisione della Croce Rossa. Peggy viaggia con loro, sia per scrivere un articolo, che su richiesta di Agnes per tenere d'occhio Marian. La signorina Barton riconosce che le persone facoltose usano la carità per migliorare la propria posizione nell'alta società. Tom bacia Marian e Peggy li interrompe di proposito. In privato, Peggy dice a Marian che una volta si è innamorata ma suo padre non ha approvato. Marian si scusa con Peggy per aver pensato che avesse bisogno di aiuto economico. Oscar ha intenzione di usare la signorina Turner come spia nella suo tentativo di sposare Gladys. George dà ad Archie Baldwin un ultimatum: accettare un lavoro redditizio che George ha organizzato e smettere di perseguire Gladys, o rifiutare e non lavorare mai più nel settore finanziario. Archie, scosso, se ne va all'improvviso. Richard Clay arriva per informare George che un treno della compagnia è deragliato fuori Millbourne, in Pennsylvania, e il numero delle vittime è ancora incerto. George e Bertha si preparano ad affrontare la crisi.
- Durata: 48 minuti
- Guest star: Audra McDonald (Dorothy Scott), Ben Ahlers (Jack Treacher), Tom Blyth (Archie Baldwin), Michael Cerveris (Watson Collyer), Kelley Curran (Turner), Claybourne Elder (John Adams), Linda Emond (Clara Barton), Katie Finneran (Anne Morris), Ward Horton (Charles Fane), Celia Keenan-Bolger (Signora Bruce), Debra Monk (Armstrong), Kristine Nielsen (Signora Bauer), Kelli O'Hara (Aurora Fane), Patrick Page (Richard Clay), Taylor Richardson (Bridget), Douglas Sills (Monsieur Baudin), Zuzanna Szadkowski (Mabel Ainsley), Brenda Wehle (madre di Armstrong), Erin Wilhelmi (Adelheid), Nathan Lane (Ward McAllister).
- Ascolti USA: telespettatori 631.000 – rating 18-49 anni 0,06%[7]

## Sono rotolate teste per meno
- Titolo originale: Heads Have Rolled for Less
- Diretto da: Salli Richardson-Whitfield
- Scritto da: Julian Fellowes

### Trama
Con cinque persone confermate morte, George si propone di scoprire la causa del deragliamento del treno, scoprendo infine che qualcuno all'interno della sua compagnia ha spacciato per nuovi alcuni assi scadenti. Bertha viene votata per entrare nel consiglio della Croce Rossa, facendo infuriare Anne Morris. Peggy scopre che la sua intervista con Clara Barton ha causato un aumento degli abbonamenti al Globe. Gladys e Carrie Astor legano a un ricevimento pomeridiano organizzato da Mamie Fish; Carrie dà suggerimenti per il ballo per introdurre Gladys alla società quando sarà pronta. Marian si destreggia mantenendo segrete le prospettive di Larry di trovare lavoro come architetto e ottenendo una donazione della Croce Rossa dalla signora Chamberlain, che conferma la validità delle voci che circondano su lei e suo marito. Bertha assume il maggiordomo di casa Van Rhijn, Bannister, per servire un pranzo in stile inglese per Ward McAllister, offendendo gravemente Church, maggiordomo della famiglia Russell. Sebbene Bannister mente per sfuggire dal suo lavoro, Agnes scopre la verità dopo aver ricevuto una nota da un mittente sconosciuto. Interrompe il pranzo a casa Russell ma se ne va quando si ritrova davanti gli altri ospiti. La signora Armstrong assiste all'incontro di Oscar con la signora Turner fuori dalla casa dei Russell e lo riferisce ad Agnes mentre Bertha scopre che un impiegato delle ferrovie afferma che George gli ha ordinato di usare gli assi scadenti.
- Durata: 54 minuti
- Guest star: Audra McDonald (Dorothy Scott), Jeanne Tripplehorn (Sylvia Chamberlain), Ben Ahlers (Jack Treacher), Ashlie Atkinson (Marion Fish), Kelley Curran (Turner), Linda Emond (Clara Barton), Katie Finneran (Anne Morris), Amy Forsyth (Caroline Astor), Ward Horton (Charles Fane), Sullivan Jones (Timothy Thomas Fortune), Celia Keenan-Bolger (Signora Bruce), Debra Monk (Armstrong), Kristine Nielsen (Signora Bauer), Kelli O'Hara (Aurora Fane), Patrick Page (Richard Clay), Taylor Richardson (Bridget), Douglas Sills (Monsieur Baudin), Zuzanna Szadkowski (Mabel Ainsley), Nathan Lane (Ward McAllister).
- Ascolti USA: telespettatori 682.000 – rating 18-49 anni 0,05%[8]

## Un cambiamento irresistibile
- Titolo originale: Irresistible Change
- Diretto da: Michael Engler
- Scritto da: Julian Fellowes

### Trama
George svela i piani per una nuova stazione ferroviaria alimentata dall'elettricità. Larry chiede a George di fargli studiare architettura; George inizialmente rifiuta, ma in seguito decide di prendere in considerazione la richiesta. Bertha fissa una data per il ballo dell'esordio di Gladys nella società. George potrebbe essere accusato di omicidio colposo per l'incidente ferroviario. Agnes manda Marian a informare Bertha dell'ipotesi che Turner abbia una relazione sessuale con un uomo, ma Marian nasconde il nome di Oscar. Bertha sorprende Turner a flirtare con Larry e la congeda rapidamente. Marian continua a cercare di convincere Agnes che Tom sarà un marito adatto a lei, ma non riesce a cambiare l'opinione della zia. La città si prepara per la cerimonia di distribuzione dell'energia elettrica di Thomas Edison, durante la quale il 4 settembre attiverà la sua centrale di Pearl Street. Marian viene lasciata a casa quando Bertha sceglie invece di inviare al suo posto Tom e Cissie Bingham (secondo alcune voci, l'amante di Henry Flagler). Peggy partecipa all'evento con Fortune. Edison accende le sue luci elettriche tra lo stupore di tutti i presenti.
- Durata: 46 minuti
- Guest star: Jeanne Tripplehorn (Sylvia Chamberlain), Ben Ahlers (Jack Treacher), Michael Cerveris (Watson Collyer), Kelley Curran (Turner), Claybourne Elder (John Adams), Amy Forsyth (Caroline Astor), Ward Horton (Charles Fane), Sullivan Jones (Timothy Thomas Fortune), Brian Keane (Brand), Celia Keenan-Bolger (Signora Bruce), Debra Monk (Armstrong), Kristine Nielsen (Signora Bauer), Kelli O'Hara (Aurora Fane), Patrick Page (Richard Clay), Taylor Richardson (Bridget), Katherine Romans (Cissie Bingham), John Sanders (Stanford White), Douglas Sills (Monsieur Baudin), Henry Stram (Lewis), Erin Wilhelmi (Adelheid), Nathan Lane (Ward McAllister).
- Ascolti USA: telespettatori 750.000 – rating 18-49 anni 0,05%[9]

## Fuga a Newport
- Titolo originale: Tucked Up in Newport
- Diretto da: Michael Engler
- Scritto da: Julian Fellowes

### Trama
George si prepara per il processo mentre Bertha continua a pianificare il ballo di Gladys. Oscar si reca a Newport con la famiglia Russell per rafforzare il corteggiamento di Gladys, ma John Adams lo raggiunge per ripicca. Aurora esprime la sua sfiducia nei confronti di Tom, ma Marian decide di accettare la sua proposta di matrimonio e progetta di fuggire con lui. Watson, il cameriere di George, si presenta a Flora McNeil con il nome di Collyer, che se ne va velocemente. La signorina Armstrong intercetta una lettera di Tom per Peggy, il che costringe Peggy a confessare alla famiglia Van Rhijn di avere avuto un figlio nato morto e un matrimonio che è stato annullato forzatamente dal padre. Agnes non licenzierà Armstrong, ma Peggy si dimette. Bridget trova Jack sulla tomba di sua madre, dove racconta come tutti i membri della sua famiglia siano morti o siano degli estranei. Attraverso Marian, George Russell scopre che la sua stenografa, Miss Ainsley, e George Dixon lo hanno incastrato per negligenza, portando all'annullamento delle accuse. McAllister porta Bertha a visitare la grande casa della Signora Astor a Newport mentre è fuori casa, ma la Sig. Astor ritorna presto e Bertha subisce l'umiliazione di essere portata fuori di corsa per non essere trovata in casa.
- Durata: 50 minuti
- Guest star: Audra McDonald (Dorothy Scott), Ben Ahlers (Jack Treacher), Nancy Anderson (Sarah Taintor Gibbons), Ashlie Atkinson (Marion Fish), Michael Cerveris (Watson Collyer), Claybourne Elder (John Adams), Amy Forsyth (Caroline Astor), Rebecca Haden (Flora McNeil), Brian Keane (Brand), Celia Keenan-Bolger (Signora Bruce), Debra Monk (Armstrong), Donna Murphy (Caroline Schermerhorn Astor), Kristine Nielsen (Signora Bauer), Kelli O'Hara (Aurora Fane), Patrick Page (Richard Clay), Taylor Richardson (Bridget), Douglas Sills (Monsieur Baudin), Henry Stram (Lewis), Zuzanna Szadkowski (Mabel Ainsley), Erin Wilhelmi (Adelheid), Nathan Lane (Ward McAllister).
- Ascolti USA: telespettatori 701.000 – rating 18-49 anni 0,02%[10]

## Che il torneo abbia inizio
- Titolo originale: Let the Tournament Begin
- Diretto da: Michael Engler
- Scritto da: Julian Fellowes

### Trama
Bertha visita la signora Astor, ma viene snobbata e quindi non invita Carrie al ballo. Carrie, furiosa, se la prende con sua madre. Marian si prepara a fuggire con Tom, con l'aiuto di Peggy e Sylvia. Monsieur Baudin, minacciato di smascheramento, confessa a George di essere semplicemente uno chef di Wichita, Kansas, formatosi in Francia: il suo vero nome è Josh Borden. Nonostante le proteste di George, Bertha lo licenzia. Il giorno della fuga, Tom dà buca a Marian e ora mira a sposarsi per interesse economico. Peggy scopre che suo figlio è vivo ed è stato adottato. Lei e sua madre partono per Filadelfia alla ricerca del ragazzo. George e Bertha usano ogni tattica a loro disposizione per convincere più persone possibili a partecipare al loro ballo. La signora Astor fa ammenda con Bertha venendo al ballo e facendo partecipare anche quanti più suoi amici possibile, incluso i van Rhijn-Brooks. Non tutto va secondo i piani quando il sostituto di Borden si ubriaca, ma Borden ritorna in un attimo e viene riassunto da George. Il ballo è un successo e Ada assicura Marian, dal cuore spezzato, che verranno giorni migliori.
- Durata: 62 minuti
- Guest star: Audra McDonald (Dorothy Scott), Jeanne Tripplehorn (Sylvia Chamberlain), Ben Ahlers (Jack Treacher), Michael Cerveris (Watson Collyer), Claybourne Elder (John Adams), Amy Forsyth (Caroline Astor), Rebecca Haden (Flora McNeil), Ward Horton (Charles Fane), Celia Keenan-Bolger (Signora Bruce), Debra Monk (Armstrong), Donna Murphy (Caroline Schermerhorn Astor), Kelli O'Hara (Aurora Fane), Patrick Page (Richard Clay), Taylor Richardson (Bridget), Katherine Romans (Cissie Bingham), Douglas Sills (Monsieur Baudin/Josh Borden), Stephen Spinella (Julius Cuyper), John Hans Tester (Monsieur Charron), John Douglas Thompson (Arthur Scott), Erin Wilhelmi (Adelheid), Nathan Lane (Ward McAllister).
- Ascolti USA: telespettatori 813.000 – rating 18-49 anni 0,07%[11]